# Taraxacum perfiljevii
Taraxacum perfiljevii là một loài thực vật có hoa trong họ Cúc. Loài này được N.I.Orlova miêu tả khoa học đầu tiên năm 1973.